# Crataegus atrorubens
Crataegus atrorubens — вид глоду, ендемік Міссурі, США.

## Морфологічна характеристика
Це кущ чи дерево, 40–60 дм. 1-річні гілочки яскраво-червоно-коричневі, старші сіруваті. Листки на тонких ніжках 30–50% довжини пластини; пластини яйцеподібні, (3)4–7 см, частки по 3 або 4 на кожній стороні, пазухи від дуже дрібних до ± глибокі, верхівки часток гострі. Суцвіття 6–14-квіткові. Квітки 15–18 мм у діаметрі; чашолистки вузькі, краю залозисто-пилчасті; тичинок 20. Яблука темно-червоні, круглі, 9–11 мм в діаметрі, голі.